# Abeliophyllum
Abeliophyllum é um gênero botânico monotípico da família Oleaceae. Contém a espécie Abeliophyllum distichum, também conhecida como Forsítia-branca.
A autoridade científica do género é T. Nakai, tendo sido publicado em Bot. Mag. Tokyo 33: 153. 1919.
É endêmico da Coreia.